# Дворики (Камешковский район)
Дворики — деревня в Камешковском районе Владимирской области России, входит в состав Пенкинского муниципального образования.
Деревня находится на автодороге М7. 
В 2015—2018 годах ежегодно с июня по август, в деревне проходил Всероссийский молодёжный образовательный форум «Территория смыслов».

## Население
| 1926 | 2002 | 2010 | 2021 |
| ---- | ---- | ---- | ---- |
| 343  | ↘48  | ↘35  | ↗40  |